# شرمین عبید چنائی
شرمین عبید چنائی (اردو: شرمین عبید چنائے؛ زادهٔ ۱۲ نوامبر ۱۹۷۸) یک روزنامه‌نگار، کنشگر، کارگردان و تهیه‌کننده اهل پاکستان است.
وی دو بار برندهٔ جایزهٔ اسکار بهترین فیلم مستند کوتاه؛ برای مستند نجات چهره (۲۰۱۲) و دختری در رودخانه: بهای بخشیدن (۲۰۱۵)؛ و یک‌بار جایزهٔ امی برنامه‌های خبری و مستند برای بهترین مستند، شده‌است.
وی همچنین نامزد جایزهٔ امی برنامه‌های خبری و مستند برای بهترین تحقیق بوده‌است.